# José Luis Verduzco
José Luis Verduzco Preciado o José Verduzco (17 de enero de 1990, Colima, Colima, México) es un futbolista mexicano que juega como mediocampista y actualmente se encuentra Sin Equipo, producto de las fuerzas básicas de chivas.
En el verano de 2011, hace su debut no oficial contra el FC Barcelona en un partido perteneciente al World Football Challenge 2011 metiendo un gol en los últimos minutos del encuentro.

## Selección nacional
En 2007, José Verduzco participó en un partido con la selección Sub-17, sin embargo desde entonces no ha participado en ningún juego con alguna selección.

## Clubes
El 2 de septiembre de 2011, en un partido contra el Club Tijuana se da el debut de este futbolista, entra Verduzco por Erick Torres y juega 13 minutos de partido. 
| Club            | País   | Año         |
| --------------- | ------ | ----------- |
| Guadalajara     | México | 2011 - 2013 |
| Loros de la UdC | México | 2013 - 2016 |